# Lury-sur-Arnon
Lury-sur-Arnon é uma comuna francesa na região administrativa do Centro, no departamento Cher. Estende-se por uma área de 13,7 km². Em 2010 a comuna tinha 680 habitantes (densidade: 49,6 hab./km²).